# Kokei Kobayashi

Kokei Kobayashi (小林古径 Kobayashi Kokei?, 11 de febrero de 1883 – 3 de marzo de 1957) fue un pintor japonés de la escuela Nihonga.

## Biografía
Kobayashi Kokei nació en 1883, segundo hijo de Miki y Yu Kobayashi, en Takada, prefectura de Niigata, en la actual ciudad de Joetsu. Su padre era un antiguo criado del clan Sakakibara Takada. El verdadero nombre de Kokei es Shigeru Kobayashi. La madre de Kokei murió en 1887 cuando él tenía 4 años; su hermano murió en 1892 y su padre un año después. A los 13 años se quedó sólo con una hermana.
A los 17 años se trasladó a Tokio y estudió pintura tradicional japonesa en la escuela privada de arte del pintor Kajita Hanko. Maestro que le dio su seudónimo de Kokei.
En 1922, Kokei viaja a Europa con su colega pintor Seison Maeda, como estudiante financiado por la Nihon Bijutsuin. Viajó por Italia, Francia e Inglaterra antes de regresar a Japón en agosto de 1923. A su regreso de Europa, Kokei continuó estudiando la pintura tradicional japonesa.
Con 61 años, en 1944, Kokei comenzó a impartir clases en la Universidad de las Artes de Tokio, y al año siguiente fue evacuado a la prefectura de Yamanashi debido a la Segunda Guerra Mundial. Regresando a la ciudad una vez terminado el conflicto, en 1950 recibe la Orden de la Cultura, siendo la primera persona de la Prefectura de Niigata en recibir dicho reconocimiento. Fallece en 1957 a la edad de 74 años.
Al principio pintaba temas tradicionales («Taketori monogatari»-1914 como ejemplo), pero más tarde continuó con bodegones y escenas contemporáneas. Sus obras famosas incluyen: «Amida-dō» (1914), “Ideyu” (1918) y “Kami” (1931).

## Obras

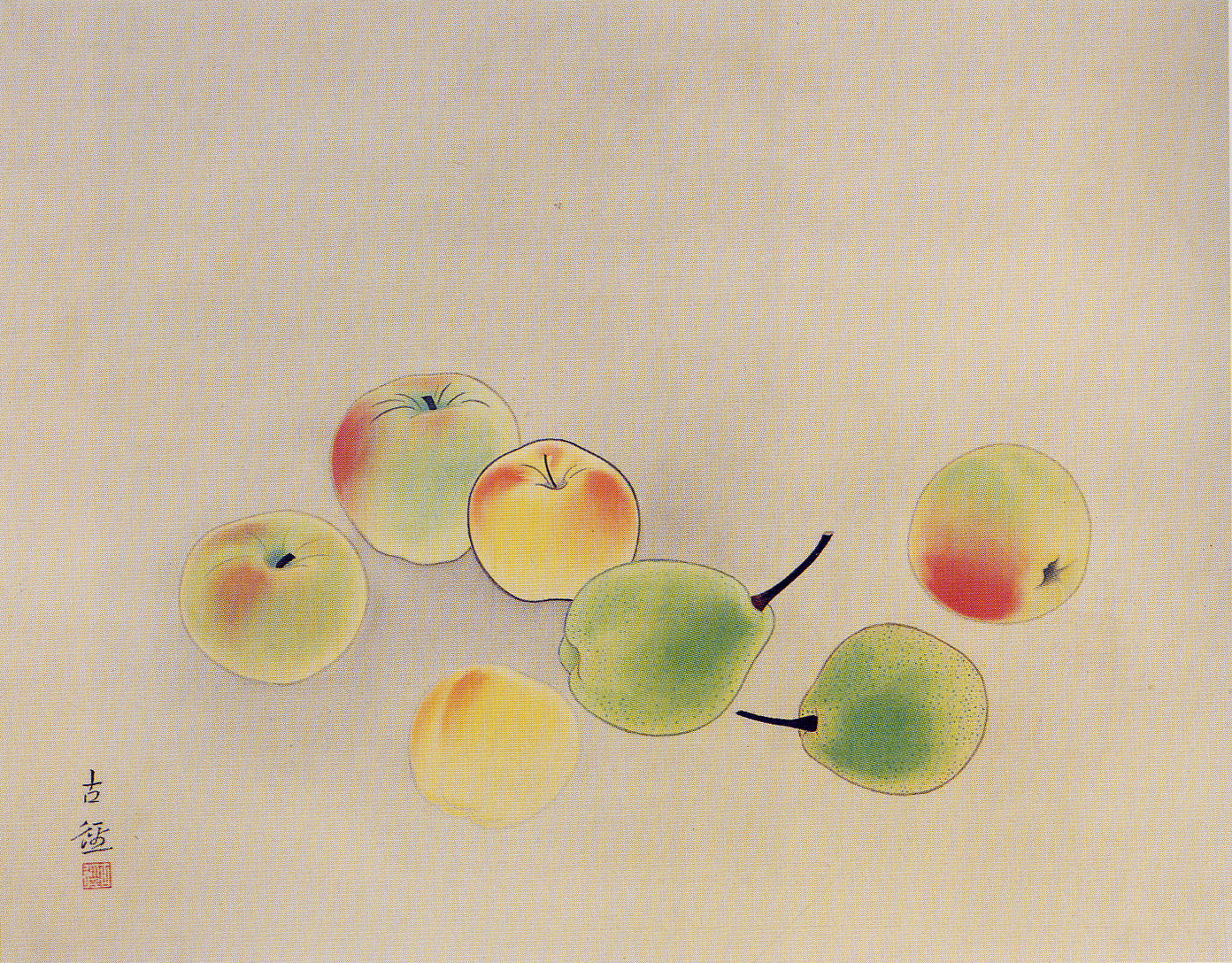
Fruta (1910)
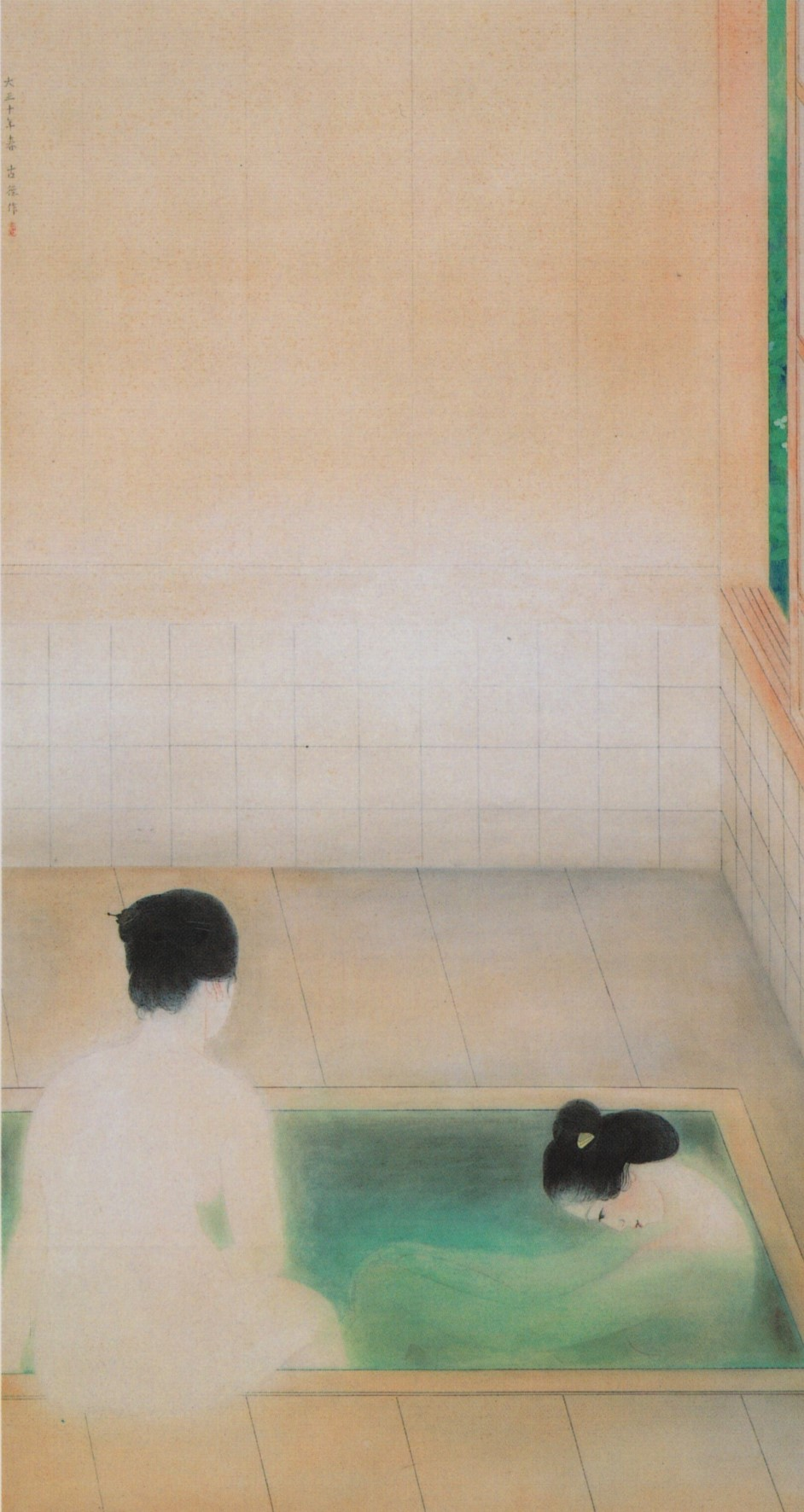
En el baño (1918)
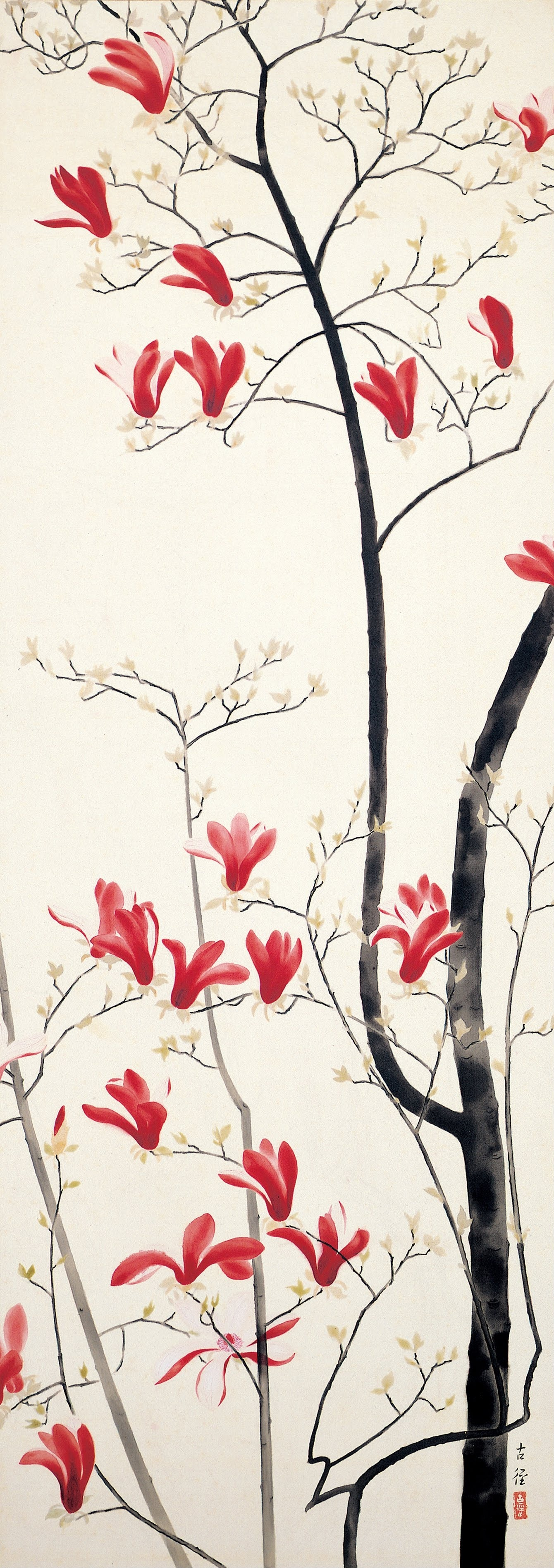
Árbol de magnolia (1919)
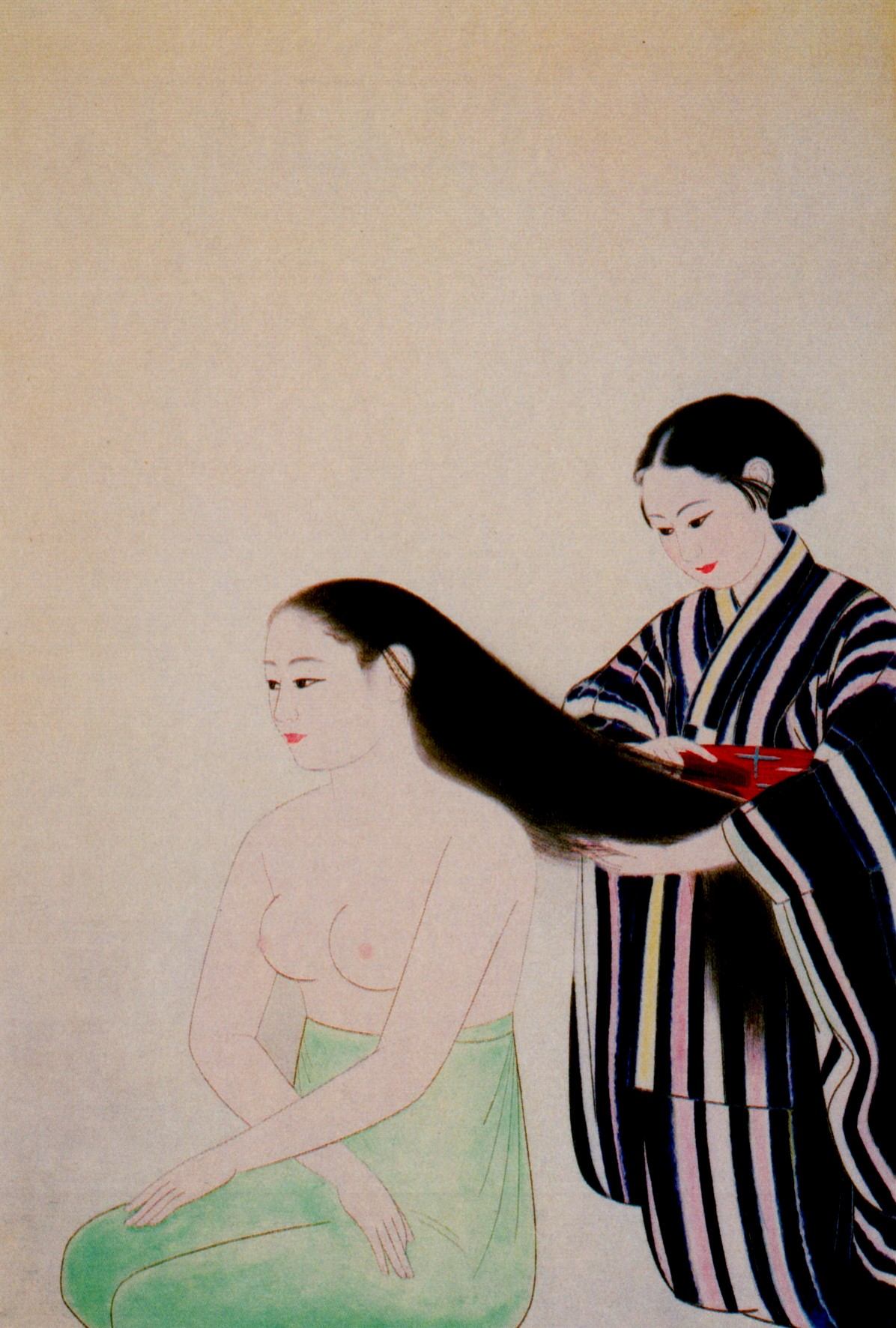
Cabello (Fecha desconocida)
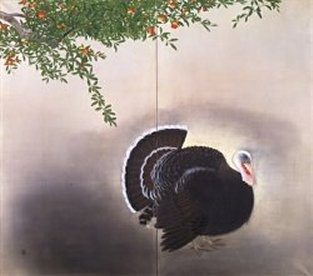
Pavo (1928)
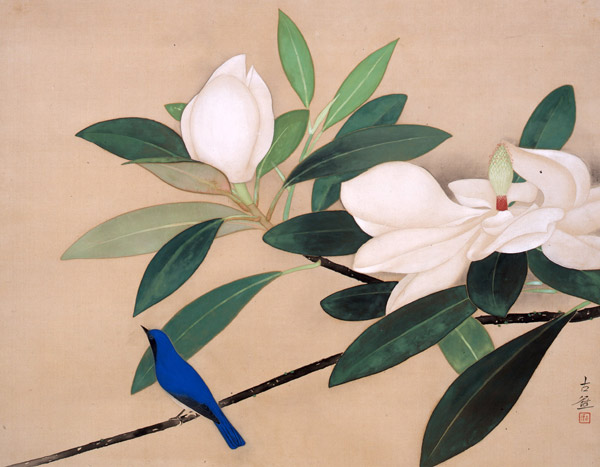
Flores blancas y pájaro (años 30)
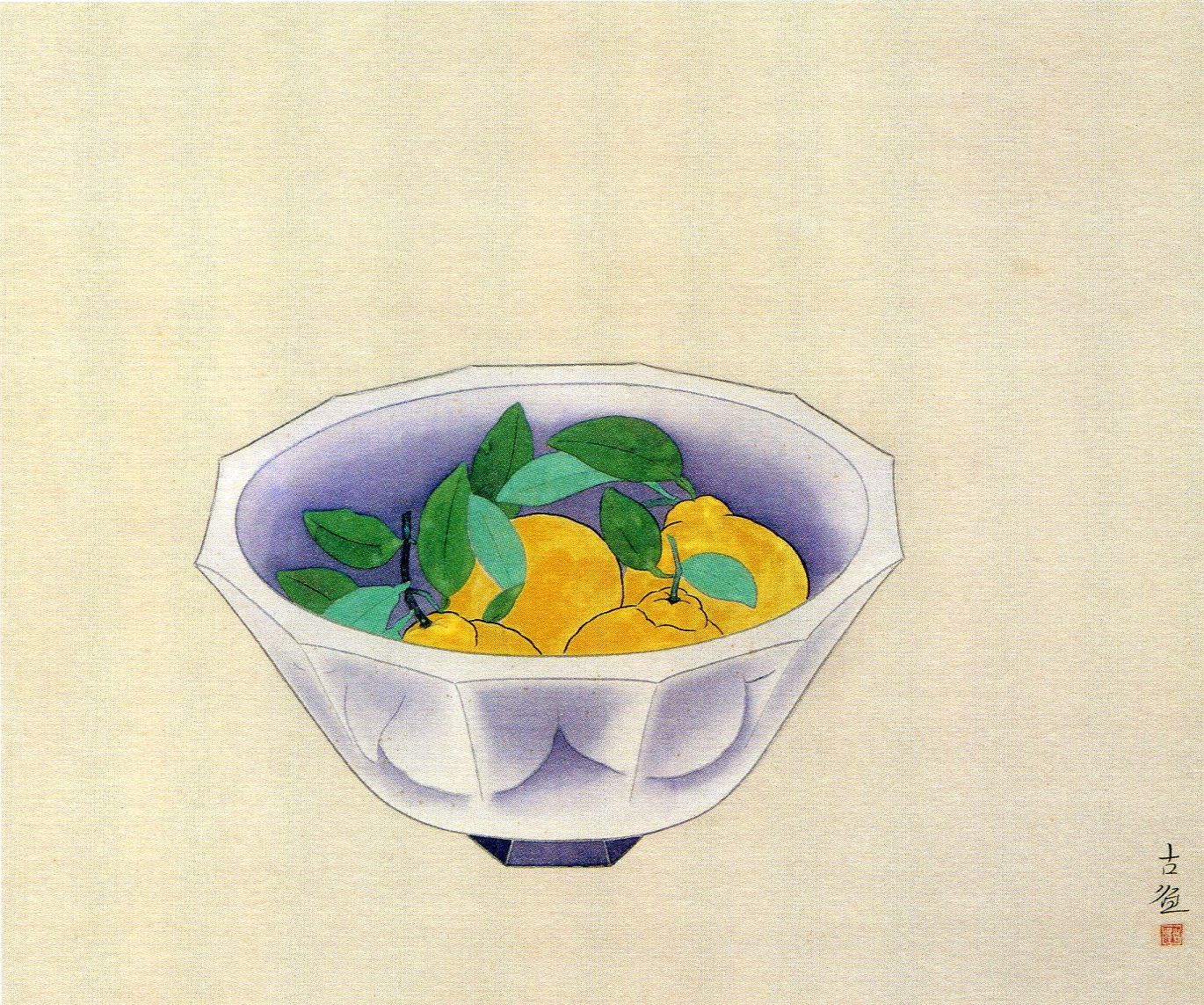
"Cerezo en flor" (década de 1930)
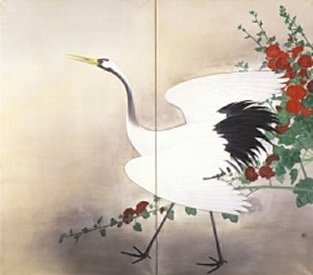
Grúa (1928)

## Énlaces externos
- Esta obra contiene una traducción  derivada de «Kokei Kobayashi» de Wikipedia en inglés, publicada por sus editores bajo la Licencia de documentación libre de GNU y la Licencia Creative Commons Atribución-CompartirIgual 4.0 Internacional.

- Datos: Q3198111
- Multimedia: Kobayashi Kokei / Q3198111